# Ioan Vladimir
Iovan Vladimir sau Ioan Vladimir (în sârba chirilică: Јован Владимир; c. 990 – 22 mai 1016) a fost un conducător al Docleii, cel mai puternic principat sârbesc din acel timp, din jurul anului 1000 până în 1016. A condus în timpul lungului război dintre Imperiul Bizantin și Primul Imperiu Bulgar. Vladimir a fost recunoscut drept un conducător evlavios, drept și pașnic. Este recunoscut ca mucenic⁠(d) și sfânt, fiind sărbătorit pe data de 22 mai.
Ioan Vladimir a avut o relație apropiată cu Bizanțul, dar aceasta nu a salvat Doclea de țarul expansionist Samuil al Bulgariei, care a cucerit principatul în jurul lui 1010 și l-a luat pe Vladimir prizonier. O cronică medievală afirmă că fiica lui Samuil, Teodora Kosara, s-a îndrăgostit de Vladimir și i-a cerut tatălui să o lase să se mărite cu el. Țarul a permis căsătoria și a întors Ducleea lui Vladimir, care a condus ca vasal al său. Vladimir nu a participat la eforturile de război ale socrului său. Luptele au culminat cu înfrângerea țarului Samuil de către bizantini în 1014 și moartea acestuia la scurt timp după. În 1016, Vladimir a căzut victimă a unei intrigi a lui Ivan Vladislav⁠(d), ultimul lider al Primului Imperiu Bulgar. A fost decapitat în fața bisericii din Prespa, capitala imperiului și a fost înmormântat acolo. În scurt timp, a fost recunoscut ca mucenic⁠(d) și sfânt. Văduva sa, Kosara, l-a reînmormântat la biserica Prečista Krajinska, lângă curtea sa din sud-estul Ducleei. În 1381, osemintele sale au fost aduse la Biserica Sf. Ioan Vladimir⁠(d), lângă Elbasan, iar din 1995 sunt păstrate în catedrala ortodoxă din Tirana, Albania. Osemintele sfântului sunt considerate moaște și atrag mulți credincioși, în special de ziua sărbătoririi acestuia, când moaștele sunt luate la biserica de lângă Elbasan pentru celebrare.
Crucea pe care a avut-o Vladimir când a fost decapitat este de asemenea considerată sfântă. Aflată în mod tradițional în grija familiei  Andrović din satul Velji Mikulići din sud-estul Muntenegrului, crucea este expusă credincioșilor doar de sărbătoarea Rusaliilor, când este purtată într-o procesiune către vârful Muntelui Rumija⁠(d). Ioan Vladimir este considerat primul sfânt sârb⁠(d) și hram al orașului Bar din Muntenegru. Cea mai timpurie hagiografie a sa, pierdută, a fost scrisă probabil între 1075 și 1089; o variantă mai scurtă, scrisă în latină, este păstrată în Cronica preotului din Doclea⁠(d). Hagiografiile sale în greacă și slavona bisericească au fost publicate pentru prima dată, în 1690 și respectiv, în 1802. De obicei, sfântul este reprezentat în icoane ca un monarh purtând coroana și hainele regale, cu o cruce în mâna dreaptă și propriul său cap în mâna stângă. O legendă spune că și-a dus capul tăiat la locul înmormântării.

## Viața

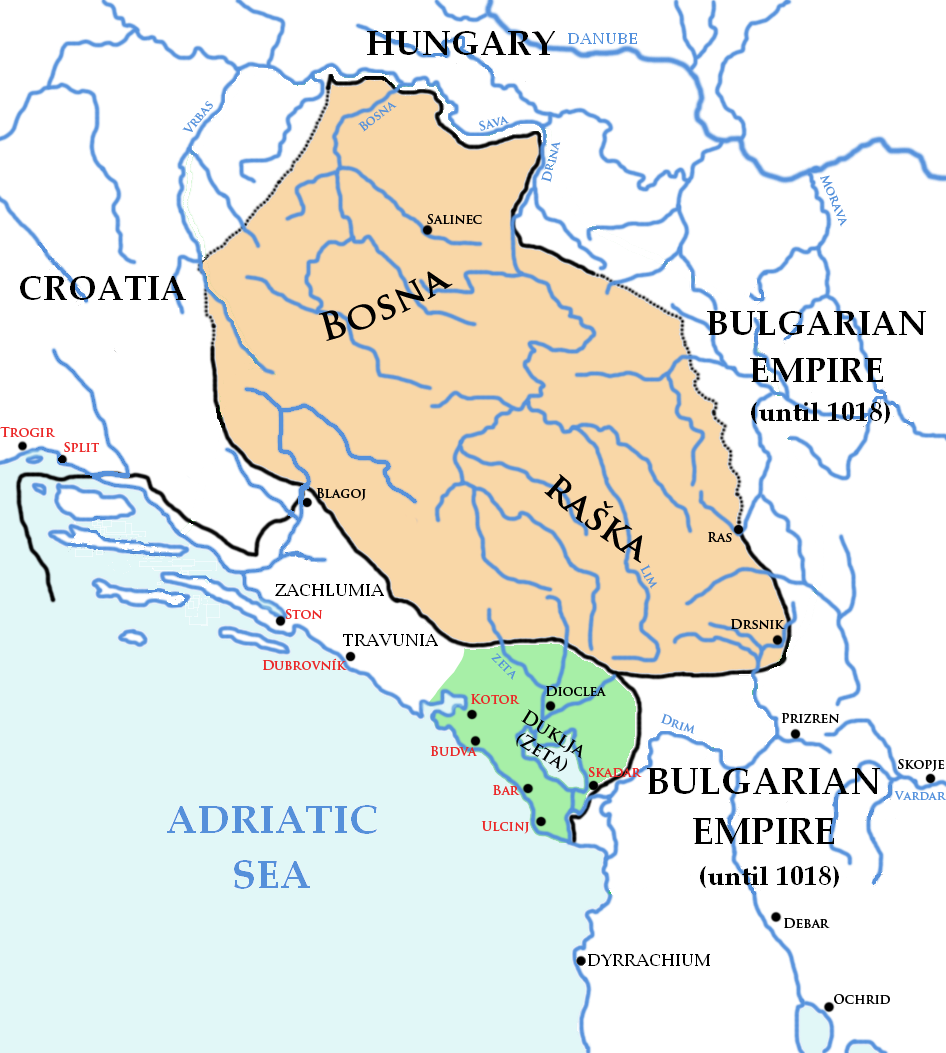
Doclea în jurul anului 1000 (în verde), având hotar cu Travunia la nord-vest, cu la nord, și cu imperiul bulgar la est. La sud-est se afla, care se întindea de-a lungul coastei sud-estice a Mării Adriatice.

Doclea a fost un cnezat medieval sârb, a cărui hotare coincideau în cea mai mare parte cu cele ale Muntenegrului de azi. Statul a crescut mult în putere după dezintegrarea Serbiei⁠(d), care a urmat morții conducătorului său, cneazul Časlav al Serbiei⁠(d), în jurul lui 943. Deși întinderea Serbiei lui Časlav nu este cunoscută cu precizie, se știe cel puțin că din ea făcea parte Raška⁠(d) (acum parte a Serbiei Centrale) și Bosnia. Raška a intrat ulterior sub dominația politică a Docleii, alături de cnezatele sârbești vecine Travunia și Zahumlia (astăzi Herțegovina și Dalmația de sud). Adesea, bizantinii se refereau la Doclea, numind-o Serbia.
În jurul lui 1000, Vladimir, încă băiat, l-a succedat pe tatăl său, Petrislav, ca lider al Docleii. Petrislav este considerat primul conducător al Docleii a cărui existență poate fi confirmată de surse primare⁠(d), acestea indicând de asemenea că el a avut relații apropiate cu Bizanțul. Cnezatul a fost constituit din două provincii: Zenta în sud și Podgoria la nord. Potrivit unei tradiții locale, curtea lui Vladimir a fost situată pe colina numită Kraljič, unde este satul Koštanjica, lângă lacul Scutari, în regiunea Krajina⁠(d) din sud-estul Muntenegrului. Lângă Kraljič se află ruinele Bisericii Prečista Krajinska⁠(d) (dedicată Maicii Domnului), care exista deja în timpul lui Vladimir. Potrivit lui Daniele Farlati⁠(d), istoric bisericesc din secolul 18, curtea și domiciliul liderilor sârbi se afla pe vremuri în Krajina.
Despre regimul lui Vladimir se povestește în capitolul 36 al Cronicii preotului din Doclea⁠(d), terminată între 1299 și 1301; capitolele 34 și 35 se ocupă de tatăl și unchii săi. Aceste trei capitole ale cronicii s-au bazat cel mai probabil pe biografia pierdută a lui Vladimir, scrisă în Doclea cândva între 1075 și 1089. Atât cronica, precum și istoricul bizantin Ioan Skylitzes, îl descriu pe Vladimir drept un lider înțelept, evlavios, corect și pașnic.
Domnia lui Vladimir a concis cu un război prelungit între împăratul bizantin Vasile al II-lea (r. 976–1025) și conducătorul Primului Imperiu Bulgar, țarul Samuil (r. 980–1014). Vasile al II-lea ar fi putut căuta susținerea altor lideri balcanici pentru lupta sa împotriva lui Samuil și în acest scop a intensificat contactele diplomatice cu Doclea. O misiune diplomatică sârbă, cel mai probabil trimisă din Doclea, a ajuns în capitala bizantină Constantinopol în 992 și a fost înregistrată într-un document al Mănăstirii Marea Lavră, scrisă în 993.
În 1004 sau 1005, împăratul Vasile a recuperat de la Samuil orașul Dyrrhachium, marele bastion al coastei adriatice, aflat în sudul Docleii. De asemenea, din 1005, Vasile controlează și pământurile de coastă aflate la nord și sud de Dyrrhachium, ca părți ale themei bizantine Dyrrhachium⁠(d). Așadar, Bizanțul a făcut un contact teritorial cu Doclea cneazului Vladimir, care era în schimb în contact cu thema bizantină a Dalmației⁠(d), care era constituită din orașe adriatice aflate la nord-vestul Docleii. Republica Venețiană, un aliat al Bizanțului, a intervenit militar în Dalmația în 1000 pentru a proteja orașele de atacurile croaților și narentanilor⁠(d). Autoritatea venețiană asupra Dalmației în numele lui Vasile a fost confirmată de împărat în 1004 sau 1005. Veneția, orașele dalmațiene, Croația și Doclea lui Vladimir, erau așadar aliniate într-un bloc bizantin conectat la Bizanț prin Dyrrhachium.
Oricum, relațiile apropiate cu Bizanțul nu l-au ajutat pe cneazul Vladimir. Samuil a atacat Doclea în 1009 sau 1010, ca parte a campaniei sale ce urmărea să distrugă blocul pro-bizantin, care l-ar fi putut amenința. Vladimir s-a retras cu armata și mulți dintre oamenii săi s-au refugiat la cetatea sa, pe dealul numit Oblik, aproape de extremitatea de sud-est a lacului Skadar. Potrivit Cronicii preotului din Docleia, cneazul a făcut o minune acolo: dealul a fost infestat cu șerpi veninoși, dar când a înălțat o rugăciune către Domnul, mușcăturile lor au devenit inofensive.
O parte din armata lui Samuil s-a dus să asedieze dealul, iar restul a atacat orașul de coastă din apropiere Ulcinj, care a fost parte a sistemului de fortificație a themei Dyrrhachium. Vladimir a fost în cele din urmă înconjurat, ca urmare a deciziei sale venite din dorința de a scăpa oamenii săi de foamete și război, potrivit cronicii. A fost luat prizonier în capitala lui Samuil, Prespa, aflat în Macedonia. Eșuând să cucerească Ulcinj, care a primit oameni și aprovizionări prin mare de la orașele dalmațiene, țarul și-a direcționat forțele spre Dalmația. Acolo, a dat foc orașelor Kotor și Dubrovnik, și a devastat regiunea până la Zadar, în nord-vest. Apoi, s-a întors în Bulgaria prin Bosnia și Raška. O consecință a acestei campanii a fost ocupația bulgară a Docleii, Travuniei, Zahulmiei, Bosniei și Raškăi. Puterea venețiană și indirect, cea bizantină din Dalmația, a fost slăbită. Samuil a reușit să distrugă blocul pro-bizantin.
Cronica afirmă că în timp ce Vladimir lâncezea în închisoarea din Prespa, se ruga zi și noapte, iar un înger al Domnului i s-a arătat și i-a prevestit că va fi eliberat în scurt timp, dar va suferi o moarte de martir. Soarta sa în captivitate a fost descrisă într-o povestire romantică care îl implica pe el și pe Teodora Cosara⁠(d), fiica țarului Samuil. Aceasta este descrierea cronicii despre cum ei s-au întâlnit:
„ S-a întâmplat că fiica lui Samuil, Cosara, a fost animată și inspirată de un suflet fericit. Ea s-a apropiat de tatăl său și l-a rugat să-i permită să meargă jos cu servitoarele sale și să spele capul și picioarele prizonierilor încătușați. Tatăl i-a aprobat dorința, așa că ea s-a coborât și a executat lucrul ei bun. Observându-l pe Vladimir printre prizonieri, a fost frapată de aspectul său frumos, smerenia, blândețea și modestia sa și faptul că era plin de înțelepciune și cunoașterea Domnului. S-a oprit să-i vorbească, iar pentru ea, vorbele sale păreau mai dulci decât mierea și fagurele de miere. ”
Apoi, Kosara l-a rugat pe tatăl ei pentru mâna lui Vladimir, iar țarul i-a aprobat cererea. El și-a restabilit socrului pe tronul Docleii. În realitate, căsătoria a fost probabil rezultatul evaluării politice a lui Samuil: ar fi decis că Vladimir ar fi un vasal mai loial dacă s-ar căsători cu fiica sa. Rezolvând în acest fel chestiunea Docleii, Samuil putea concentra mai multe trupe în Macedonia și Tesalia, obiectivul principal al conflictului său cu Bizanțul. Cronica susține că țarul a dat de asemenea lui Vladimir întregul teritoriu al Dyrrachiumului. În fapt, cneazul ar fi putut primi partea nordică a teritoriului, care era parțial sub autoritatea lui Samuil. O notă scurtă despre Vladimir a lui Ioan Skylitzes ar putea indica faptul că acesta a primit de asemenea ceva teritoriu în Raška. Unchiul său patern, Dragimir⁠(d), lider al Travuniei și Zahulmiei, care s-a retras dinaintea armatei lui Samuil, și-a primit pământurile înapoi pentru a le conduce, de asemenea ca vasal al țarului.
După aceea, potrivit cronicii, „Vladimir a trăit cu soția sa, Kosara, în toată sfințenia și castitatea, cinstindu-l pe Dumnezeu și slujindu-l zi și noapte și i-a condus pe oamenii încredințați lui în frica de Dumnezeu și în mod drept.” Nu sunt indicii că Vladimir a luat partea la vreunul dintre eforturile de război ale socrului său. Luptele au culminat cu înfrângerea dezastruoasă a lui Samuil de către bizantini în 1014, iar pe 6 octombrie a aceluiași an, țarul a murit de la un atac de cord. A fost succedat de fiul său, Gavril Radomir⁠(d), al cărui domnie a fost scurtă: vărul său Ivan Vladislav⁠(d) l-a ucis în 1015 și a domnit în locul lui. Vladislav a trimis mesageri lui Vladimir, cerându-i prezența la curtea din Prespa, dar Kosara l-a sfătuit să nu se ducă și s-a dus ea în loc. Vladislav a primit-o cu onoruri și i-a cerut lui Vladimir să vină de asemenea, trimițându-i o cruce de aur, ca semn de purtare pe care se poate conta. Cronica relatează răspunsul cneazului:
„ Credem că Domnul nostru Iisus Hristos, care a murit pe cruce, a fost atârnat nu pe o cruce de aur, dar pe una de lemn. Așadar, dacă atât credința cât și cuvintele tale sunt adevărate, trimite-mi o cruce de lemn prin mâinile oamenilor religioși, iar apoi în acord cu credința și încredințarea Domnului Iisus Hristos, voi avea credința în crucea dătătoare de viață și în sfântul lemn. Voi veni. ”
Doi episcopi și un pustnic au venit la Vladimir, i-au dat crucea de lemn și au confirmat că țarul a făcut o garanție de credința prin ea. Vladimir a sărutat crucea și a apropiat-o de pieptul său, a cules câteva flori și s-a pornit la drum spre Prespa. Cum a ajuns, pe 22 mai 1016, a intrat în biserică să se roage. Când a ieșit din biserică, a fost doborât de soldații lui Vladislav și decapitat. Potrivit lui Skylitzes, Vladimir a crezut în legământul lui Vladislav. El apoi s-a lăsat în mâinile lui Vladislav și a fost executat. Motivul crimei este neclar. După înfrângerea lui Samuil din 1014, bulgarii au pierdut bătălie după bătălie, iar Vladislav probabil a suspectat sau a fost informat că Vladimir planifica să refacă alianța Docleii cu Bizanțul. Această alianță l-ar fi deranjat pe țarul Vladislav din cauza apropierii Docleii de Dyrrhachium, care a fost țintă a eforturilor de război a țarului.
La începutul lui 1018, Vladislav a condus un atac fără succes împotriva Dyrrhachiumului, în afara zidurilor găsindu-și moartea. Cronica a afirmat că Vladimir a apărut înaintea lui Vladislav, când era la o masă în tabăra sa din afara Dyrrhachiumului, și l-a ucis în timp ce striga după ajutor. În același an, armata bizantină—condusă de victoriosul împărat Vasile—a adus sfârșitul Primului Imperiu Bulgar. Deoarece Vladimir și Kosara n-au avut copii, succesorul a fost unchiul său Dragimir, liderul Travuniei și Zahulmiei. Acompaniat de soldați, s-a pornit spre Docleia și s-a stabilit ca lider al acesteia, probabil în prima jumătate a lui 1018. Când a venit la Kotor, locuitorii orașului l-au prins într-o ambuscadă și l-au ucis după ce l-au invitat la un banchet, iar soldații săi s-au întors în Travunia. Docleia n-a mai fost menționată în surse până în anii 1030. Unii savanți cred că a fost plasată sub conducere bizantină directă în jurul lui 1018, pe când alții cred că a rămas stat vasal al Bizanțului, având un lider nativ necunoscut.

## Cult
Ioan Vladimir a fost înmormântat la Prespa, în aceeași biserică în fața căreia a fost martirizat. Moaștele sale au devenit curând renumite pentru vindecări miraculoase, atrăgând mulți oameni la mormântul său.  La scurt timp după moartea sa a fost recunoscut ca mucenic și sfânt, fiind comemorat pe 22 mai, hramul său. În acea perioadă, sfinții erau recunoscuți fără vreun ritual formal de canonizare. Vladimir a fost primul lider al statului sârb care a fost recunoscut ca sfânt. Conducătorii din dinastia Nemanjić, care au domnit peste statul sârb care a crescut în jurul Raškăi, vor fi aproape toți canonizați—începând cu Nemanja, sfântul fondator al dinastiei.
După ce a trecut un număr de ani de la îngroparea sa, Kosara i-a transportat rămășițele la Docleia. Ea l-a înhumat la Biserica Prečista Krajinska⁠(d), lângă curtea sa, în regiunea Skadarska Krajina⁠(d). Moaștele au atras mulți oameni la biserică, care a devenit centru de  pelerinaj. Kosara nu s-a recăsătorit; la cererea sa, a fost înhumată la Prečista Krajinska, la picioarele soțului său. În jurul anului 1215—când Krajina era sub conducerea marelui cneaz sârb Ștefan Nemanja—moaștele au fost probabil scoase din această biserică și transportate la Dyrrhachium de către trupele lui Mihail I⁠(d), despot al Epirului. La acel timp, despotul Mihail a capturat orașul Shkodër, care se află la doar 20 km est de biserică. Ioan Vladimir a fost menționat ca sfânt protector al Dyrrhachiumului într-un text liturgic grecesc.
În 1368, Dyrrhachium a fost luat de la Angevini de către Karl Topia⁠(d), un boier albanez. În 1381, acesta a reconstruit, în stil bizantin, o biserică ruinată de un cutremur într-o vale îngustă a pârâului Kușa, un afluent al râului Shkumbin—lângă locul orașulului Elbasan din Albania centrală (care va fi construit în secolul 15). Biserica⁠(d) a fost dedicată Sfântului Ioan Vladimir, după cum declară în greacă, latină și sârbă, inscripția pe care Topia a pus-o deasupra intrării de sud.  Moaștele sfântului au fost păstrate într-o raclă⁠(d), o lădiță de lemn, închisă într-un sanctuar, la 3 m înălțime, în cadrul bisericii.
Istoricul sârb Stojan Novaković a teoretizat că Vladimir a fost înmormântat lângă Elbasan imediat după moartea sa. Novaković a presupus că acel cutremur care a ruinat vechea biserică a avut loc în timpul conducerii lui Topia, și că Topia a restabilit moaștele în biserica reconstruită. Dacă Vladimir a fost înmormântat înainte la Docleia, gândea Novaković, el n-ar fi absent din sursele sârbe scrise în timpul domniei dinastiei Nemanjić, care a condus Docleia (mai târziu numită Zeta) din 1186 până 1371. Novaković n-a luat în considerare ideea că moaștele ar fi putut fi duse din Docleia la Dyrrhachium în jurul lui 1215. El a comentat relatarea cronicii, potrivit căreia Kosara a transportat corpul lui Vladimir „către un loc cunoscut drept Krajina, unde se afla curtea sa”, în felul următor: Deși curtea lui s-a aflat probabil în regiunea Krajina înainte de captivitate, după ce a luat-o în căsătorie pe Kosara, ar fi putut fi lângă Elbasan, pe teritoriul Dyrrachiumului pe care l-a primit de la țarul Samuil. A fost înhumat în această din urmă curte, care în cronică a fost înlocuită cu fosta.
O mănăstire ortodoxă a crescut în jurul bisericii de lângă Elbasan și a devenit centrul cinstirii Sfântului Ioan Vladimir. În ultima jumătate a secolului 15, teritoriul Albaniei de azi a fost încorporat în Imperiul Otoman, în care islamul a fost o religie privilegiată. După pierderea Bătăliei de la Viena din 1683, otomanii au intrat în defensivă în Europa. Într-un climat al renașterii creștinismului în Imperiul Otoman, o hagiografie a sfântului și o slujbă a sa au fost scrise în greacă în 1690 la mănăstire. Aceasta se afla sub jurisdicția Arhiepiscopiei Ohridei, care a devenit o notabilă forță spirituală și artistică în timpul conducerii arhiepiscopului Ioasaf din 1719 până în 1745. În această perioadă, cinstirea Sfântului Ioan Vladimir a fost promovată în sudul Albaniei și vestul Macedoniei, precum și dincolo de limitele arhiepiscopiei, în Bulgaria și printre sârbii din Regatul Ungariei.
Mănăstirea a devenit sediul nou createi Arhiepiscopii a Dyrrhachiumului în a doua jumătate a secolului 18. În timpurile mai recente, mănăstirea a ajuns într-o stare de deterioare, iar în anii 1960 a fost închisă de autoritățile comuniste ale Albaniei; în 1967, racla cu moaștele sfântului a fost mutată la Biserica Sf. Maria⁠(d) din Elbasan. Mănăstirea deteriorată a redevenit biserică în anii 1990. Restaurarea bisericii sale și a altor clădiri a fost terminată în 2005. Din jurul anului 1995, moaștele sunt păstrate la catedrala ortodoxă din Tirana, capitala Albaniei, și sunt întoarse la mănăstire doar de hramul sfântului.
În fiecare an, de hramul Sfântului Ioan Vladimir, un mare număr de oameni vin la mănăstire, aceștia fiind cunoscuți ca Shingjon printre albanezi. Dimineața, relicva este pusă în centrul bisericii sub un baldachin, înainte de a fi deschis. După terminarea liturghiei de dimineață, preoții cântă în timp ce poartă racla înconjurând de trei ori biserica, urmați de oameni, care țin lumânări. Racla este apoi pusă în fața bisericii, pentru a fi sărutată de credincioși. Preoții le dau bucăți de bumbac care au fost păstrate în interiorul raclei de la ultimul hram. Există numeroase istorisiri despre oameni, atât creștini, cât și musulmani, care s-au vindecat după ce s-au rugat în fața moaștelor sfântului.
În seara dinaintea hramului Sfântului Ioan Vladimir, o priveghere de toată noaptea are loc în bisericile dedicate sfântului, după cum se întâmplă în alte biserici ortodoxe în ajunurile hramurilor sfinților lor protectori. Liturghia hramului lui Vladimir începe în seara zilei de 21 mai, deoarece, în Biserica Ortodoxă, ziua liturgică începe seara și durează până la seara următoare. În ciuda numelui slujbei, privegherea de toată noaptea de obicei nu are loc întreaga noapte și uneori poate dura numai două ore. În Biserica Sf. Ioan Vladimir de lângă Elbasan, durează de la ora 21 până la 3. Imnurile cântate lui Ioan Vladimir sau altui sfânt a cărui comemorare are loc pe 22 mai sunt cântate, în acea zi liturgică, la momente fixe în timpul slujbelor în toate bisericile ortodoxe.
Sfântul Ioan Vladimir este sfântul protector al orașului modern Bar din sudul Muntenegrului, construit la locația sa prezentă în 1976, la 4 km de locul unde se afla vechiul oraș Bar, care a fost distrus într-un război și abandonat în 1878. O procesiune religioasă de celebrare a sfântului are loc de hramul său pe străzile orașului cu steaguri bisericești și icoane. Procesiunea este de obicei condusă de mitropolitul ortodox sârb al Muntenegrului și Litoralului. Sculptura de bronz Regele Ioan Vladimir, de 4 m înălțime, a fost instalată în piața centrală a Barului în 2001; este o lucrare a sculptorului Nenad Šoškić. Deși Vladimir a fost doar cneaz, este numit „rege” în Cronica preotului din Doclea. Este numit Sfântul Rege al Muntenegrului de sud-est și de aici colina considerată a fi locul curții sale este numită Kraljič (kralj înseamnă „rege”).

### Crucea lui Vladimir

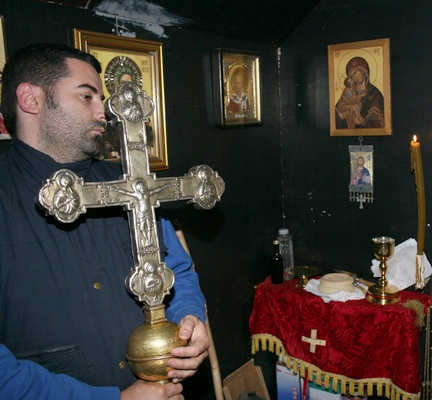
Crucea lui Vladimir, ținută de Milan Andrović în timpul litughiei de Rusalii în vârful (2009)

O cruce, care potrivit tradiției, Ioan Vladimir a primit-o de la Ivan Vladislav și a avut-o în mâini când a fost martirizat, este o relicvă foarte prețuită. Este în grija familiei Andrović din satul Velji Mikulići de lângă Bar și, potrivit Androvićilor, e veche de secole. Crucea este făcută din lemn de tisă amestecat cu argint, cu o sferă de alamă atașată de brațul de jos, în care un băț este introdus când crucea este purtată. Crucea este de 45 cm înălțime, 38 cm lățime și 2.5 cm grosime.
Potrivit savanților ruși Ivan Iastrebov și Pavel Rovinski, crucea a fost inițial păstrată în Biserica Prečista Krajinska, în care Kosara l-a înhumat pe Vladimir. Culmea islamizării regiunii Krajina a fost atinsă la sfârșitul secolului 18. Biserica a intrat în declin, deși nu se știe sigur de când și din cauza cui, dar crucea a fost conservată de către oamenii din regiune. Ei credeau că ea îi poate proteja împotriva răului și asigura cu recoltă bogată, și au păstrat-o ca obiect sacru, deși s-au convertit la islam. Crucea a fost luată mai târziu de la ei de către clanul vecin Mrkojevići⁠(d). Cum ei de asemenea s-au convertit la islam, au încredințat crucea familiei Andrović—vecinii lor creștin-ortodocși. Mrkojevićii au considerat că este mai potrivit pentru cruce să fie păstrată într-o casă creștină, mai degrabă decât în una musulmană.
Crucea, însoțită de o procesiune religioasă, este purtată în fiecare an de sărbătoarea Rusaliilor de la Velji Mikulići la vârful muntelui Rumija⁠(d). Procesiunea este precedată de o liturghie în Biserica Sf. Nicolae din sat. După liturghie, începe ascensiunea pe un drum abrupt către vârful Rumijei, aflat la 1593 m. Crucea, îngrijită de un membru al familiei Andrović, este în fruntea procesiunii, urmată de preotul ortodox și ceilalți participanți. Catolicii și musulmanii din regiune au participat tradițional la procesiune. Se observă că nimeni nu este în fața crucii; a face așa ceva este considerat un semn rău. În timp ce merg, participanții cântă:
| Krste nosim, Boga molim, Gospodi pomiluj. | Ducem crucea, Ne rugăm lui Dumnezeu, Doamne miluiește. |

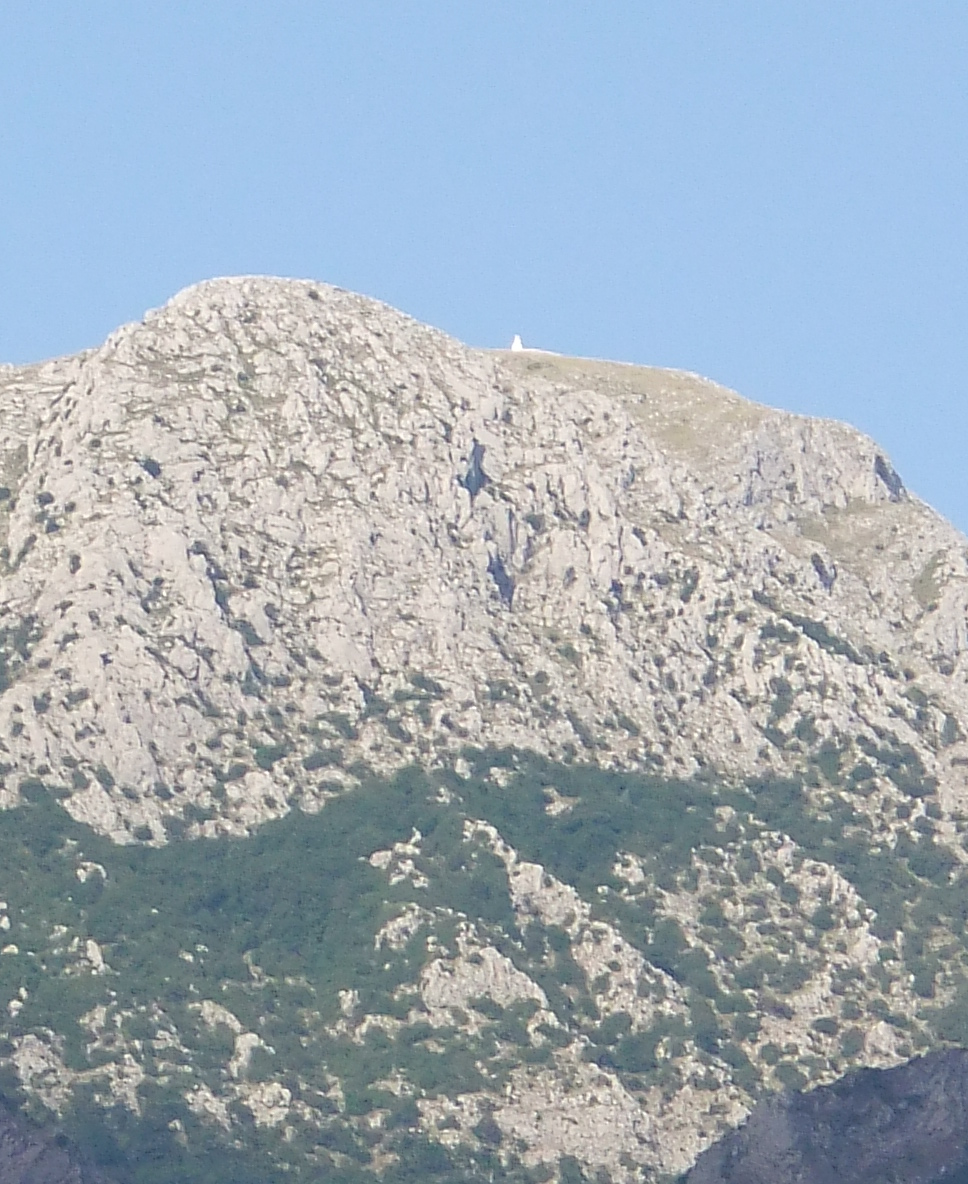
Biserica Sfânta Treime din vârful Muntelui Rumija este văzută ca un punct luminos la orizont.

În trecut, portdrapelul clanului Mrkojevići, un musulman, a mers chiar lângă cruce cu steagul în mâna stângă și un cuțit în mâna dreaptă, gata să-l folosească dacă cineva ar încerca să ia crucea. Clanul se temea mai ales de faptul că participanții din Krajina ar putea încerca să recupereze obiectul sacru. La sfârșitul secolului al XIX-lea, numărul musulmanilor participanți la procesiune a scăzut, întrucât liderii lor politici și religioși nu erau de acord cu participarea lor la ea. După Al Doilea Război Mondial, guvernul socialist al Iugoslaviei a descurajat celebrările religioase publice, iar procesiunea n-a avut loc între 1959 și 1984.
Potrivit tradiției, o biserică dedicată Sfintei Treimi a stat în vârf până a fost distrusă de otomani; în altă versiune, biserica s-a năruit după ce un băiat și o fată au păcătuit în ea. Înainte de 2005, era un obicei de a ridica o piatră aflată la o anumită distanță de vârf și a o duce la locul unde se presupune că s-a aflat biserica, existând credința că atunci când o suficientă cantitate de pietre va fi colectată, biserica se va reconstrui pe sine.  O nouă biserică dedicată Sfintei Treimi a fost sfințită pe locul respectiv de către Biserica Ortodoxă Sârbă pe 31 iulie 2005.
Procesiunea ajunge la vârf înaintea zorilor, iar la răsărit începe liturghia de dimineață. După terminarea rugăciunilor, procesiunea se întoarce la Velji Mikulići, din nou crucea fiind în frunte. Înainte, participanții se adunau într-o zonă plată, la 300 m de vârf, unde puteau petrece cinci sau șase ore într-o sărbătoare veselă și sporturi, având o masă comunală. Pe drumul înapoi, unii oameni culeg așa-numita iarbă de Rumija (Onosma visianii), a cărei rădăcină este cunoscută pentru proprietățile medicinale. Procesiunea se termină la Biserica Sf. Nicolae, iar festivitățile populare de la Velji Mikulići continuă în noapte. Până la următoarea sărbătoare a Rusaliilor, crucea este păstrată într-un loc secret. Înainte, acesta era cunoscut doar de doi cei mai bătrâni bărbați ai familiei Andrović, iar de prin jurul anului 2000, Androvićii au stabilit un comitet care să păstreze crucea.

### Hagiografie și iconografie
Cea mai veche hagiografie păstrată a Sfântului Ioan Vladimir se află în capitolul 36 al Cronicii preotului din Docleia. Această cronică, scrisă în latină, a fost terminată între 1299 și 1301 în orașul Bar, atunci parte a Regatului Serbiei. Autorul este Rudger, arhiepiscopul catolic al Barului, care a fost probabil de origine cehă. A scris capitolul 36 ca rezumat al unei hagiografii mai vechi a lui Vladimir, scrisă în Docleia cel mai probabil cândva între 1075 și 1089. Aceasta este perioada când conducătorii Docleii din dinastia Vojislavljevićilor au încercat să obțină un însemn regal de la Papa și să ridice episcopia Barului la nivelul de arhiepiscopie. Ei l-au prezentat pe cneazul Vladimir ca sfântul fondator al dinastiei lor; ei erau, potrivit cronicii, descendenți ai unchiului său Dragimir. Vojislavljevićii au reușit să obțină ce doreau, deși Vladimir n-a fost recunoscut ca sfânt de Biserica Catolică.  Capitolul 36 conține multe fapte istorice sigure. Capitolele 34 și 35, care se ocupă de tatăl și unchii lui Vladimir, se bazează probabil pe prologul hagiografiei din secolul 11. Capitolele 1–33 ale cronicii se bazează pe tradiții orale și explicațiile autorului, și sunt în cea mai mare parte respinse de istorici.
Hagiografia din cronică este sursa pentru „Poemul regelui Vladimir”, compus în secolul 18 de un călugăr franciscan din Dalmația, Andrija Kačić Miošić. Poemul este parte a istoriei slavilor de sud scrisă de Miošić în proză și versuri, în croata specifică Dalmației. Această carte a fost tipărită pentru prima dată în Veneția în 1756 și a ajuns în scurt timp citită în Dalmația și în afara ei, inclusiv în Serbia și Bulgaria (atunci sub conducere otomană, după cum era cea mai mare parte a Balcanilor). „Poemul regelui Vladimir” este compus într-o manieră derivată din stilul epicii orale a slavilor de sud. Descrie captivitatea lui Vladimir în Bulgaria, dragostea dintre el și Kosara, binecuvântarea țarului Samuil pentru căsătoria lor și nunta. În încheiere, cei doi recent căsătoriți se pornesc spre curtea lui Vladimir, pe care Miošić o localizează în orașul herțegovinean Trebinje.
Acolouthia⁠(d) grecească a Sfântului Ioan Vladimir, ce conține hagiografia acestuia, rugăciuni către el și imnuri care să fie cântate la slujbele bisericești de hramul său, a fost tipărită în Veneția în 1690. Cartea a fost tipărită cu mici schimbări în 1774 și 1858. A fost scrisă pe baza tradițiilor orale de către reprezentantul Arhiepiscopiei Ortodoxe a Ohridei, Cosma, care a locuit în Mănăstirea Sf. Ioan Vladimir, lângă Elbasan. Copii ale cărții au fost distribuite către alte biserici ortodoxe și indivizi. Acolouthia a fost publicată în 1741 la Moscopole, un centru aromânesc din sud-est Albaniei, ca parte a compilații dedicate sfinților populari în acea regiune. O hagiografie mai scurtă a sfântului, bazată pe descrierea vieții sale din acolouthia, a fost inclusă sinaxarul compus de Nicodim Aghioritul⁠(d), tipărit la Veneția (1819) și Atena (1868). Textul lui Cosma a fost baza acolouthiei în slavona bisericească a sfântului, care a apărut la Veneția (1802) și Belgrad (1861). Aceasta din urmă a fost tipărită ca parte a celei de-a treia ediții a Srbljak, un compendiu de acolouthii ale sfinților sârbi, publicată de Biserica Ortodoxă Sârbă.  Viața sfântului în engleză, tradusă din slavona bisericească, a apărut în cartea Viețile sfinților sârbi, publicată la Londra în 1921 de anglicana Society for Promoting Christian Knowledge⁠(d).

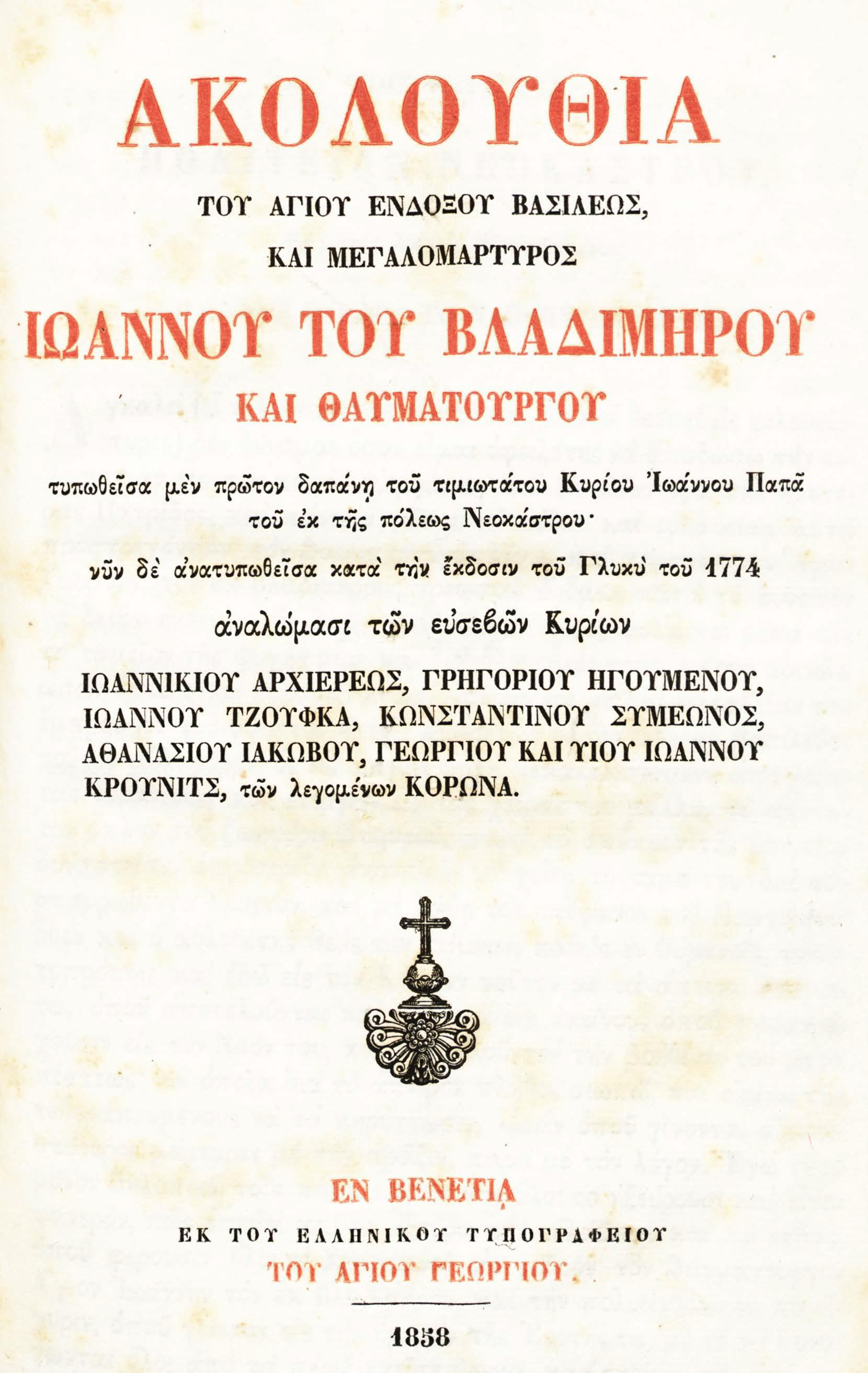
Pagina de titlu al ediției a grecești a Sfântului Ioan Valdimir

În scrierea lui Cosma, sfântul este numit „Ioan din Vladimir”, tatăl său a fost Nemanja (din punct de vedere istoric, mare cneaz al Raškăi din 1166 până în 1196), iar bunicul său - Simeon (țar bulgar din 893 până în 927). S-a căsătorit cu fiica lui Samuil, țarul Bulgariei și Ohridei. L-a succedat pe tatăl său ca împărat al Albaniei, Iliriei și Dalmației. După ce împăratul bizantin Vasile l-a înfrânt pe țarul Samuil, împăratul Ioan l-a înfrânt pe Vasile. El a luptat de asemenea împotriva ereticilor bogomili și mesalineni⁠(d). Din tinerețea sa timpurie, Ioan Vladimir dorit mult împărăția lui Dumnezeu. După ce s-a căsătorit, s-a rugat zi și noapte și s-a abținut de la relații sexuale cu soția. Ea a fost eretică la fel ca fratele ei, pe care ea l-a îndemnat să-l omoare pe Ioan. Când cei doi cumnați călăreau împreună, acompaniați de soldați, brusc ereticul l-a lovit pe Ioan cu o sabie la pasul Derven, dar nu l-a putut tăia. Doar când Ioan i-a dat propria lui sabie, criminalul a fost capabil să-i taie capul. Ioan l-a prins în aer și s-a dus la biserica pe care a construit-o lângă Elbasan. Acolo și-a pus capul jos, zicând, „Doamne Iisuse Hristose, în mâinile tale îți încredințez duhul meu” și a murit; era anul 899. A fost înmormântat în biserică, care a devenit scenă a multor minuni. Puterea binefăcătoare a sfântului este descrisă în hagiografie:
| ἐν ἑνὶ τόπῳ ὑπάρχει, καὶ ἐν ὅλω τῷ κόσμω ἐπικαλούμενος διάγει. ἐκεῖ ἐν τοῖς Οὐρανοῖς Χριστῷ τῷ Θεῷ παρίσταται, καὶ τῶν ἐνταῦθα οὐδ᾿ ὅλως ἀφίσταται. ἐκεῖ πρεσϐεύει, καὶ ὧδε ἡμῖν ϑριαμϐεύει. ἐκεῖ λειτουργεῖ, καὶ ὧδε ϑαυματουργεῖ. κοιμῶνται τὰ Λείψανα, καὶ κηρύττει τὰ πράγματα. ἡ γλῶσσα σιγᾷ, καὶ τὰ ϑαύματα κράζουσι. Τίς τοσαῦτα εἶδεν; ἢ τίς ποτε ἢκουσεν; ἐν τῷ τάφῳ τὰ ὀστέα κεκλεισμένα, καὶ ἐν ὅλῳ τῷ Κόσμῳ τὰ τεράστια ϑεωρούμενα. | El se află într-un singur loc, dar e simțit în toată lumea oriunde este chemat. Acolo, în cer, stă lângă Hristos Dumnezeu, iar aici deloc nu a plecat de la noi. Acolo intervine pentru noi, iar aici triumfă cu noi. Acolo slujește, iar aici face minuni. Moaștele sale se odihnesc, iar faptele sale propovăduiesc; limba sa tace, iar minunile lui strigă. Cine a văzut ceva de acest fel? Cine a auzit de asemenea lucru? Oasele sale sunt închise în mormânt, iar minunile sale sunt văzute în toată lumea. |

Potrivit descrierii vieții lui Vladimir în slavona bisericească, acesta l-a succedat pe tatăl său, Petrislav, ca lider al pământurilor sârbești; a condus din orașul Alba. A fost capturat și închis de țarul bulgar Samuil. După ce s-a căsătorit cu fiica lui Samuil, Kosara, s-a întors în țară. Împăratul Vasile, a înfrânt Bulgaria și a atacat teritoriile sârbești, dar Vladimir l-a respins. Vasile l-a îndemnat pe noul lider bulgar, Vladislav, să-l ucidă pe Vladimir prin șiretlic. Vladislav l-a invitat pe Vladimir să vină în vizită, pentru a discuta nevoile popoarelor lor. Când Kosara a venit la el în loc, Vladislav a primit-o cu bunăvoință aparentă; prin urmare, Vladimir a venit de asemenea. Vladislav a fost capabil să-i taie capul doar după ce Vladimir i-a dat propria sa sabie. Apoi, sfântul și-a dus capul tăiat la biserica pe care a construit-o lângă Alba, și a murit acolo; s-a întâmplat în anul 1015. A fost înmormântat în biserică. În timpul asediului Dyrrachiumului de către Vladislav, Vladimir a apărut în fața ucigașului său când acesta lua masa și l-a ucis în timp ce el striga după ajutor. După aceea, din moaștele sfântului a ieșit mir, vindecând diferite boli. Condacul care face parte, alături de alte imnuri, din acolouthia în slavona bisericească publicată ca parte a Srbljak, îl laudă pe sfânt:
| Ꙗ́кѡ сокро́вищє многоцѣ́нноє и исто́чникъ то́чащъ зємни́мъ то́ки нєдѹ́ги ѿчища́ющыѧ։ и на́мъ подадє́сѧ тѣ́ло твоє̀ свѧщє́нноє, болѣ́знємъ разли́чнимъ пода́ющє исцѣлє́нїе и благода́ть божєствє́ннѹю притєка́ющимъ къ нє́мѹ, да зовє́мъ ѥмѹ́։ ра́дѹйсѧ кнѧ́жє Влади́мирє. | Ca o vistierie scumpă și o primăvară care curge curățând de boli, am primit trupul tău sfințit, care dă vindecare de diferite boli și harul dumnezeiesc asupra celui ce se apropie de el cu credință, de aceea îi strigăm: Bucură-te, cneazule Vladimir. |

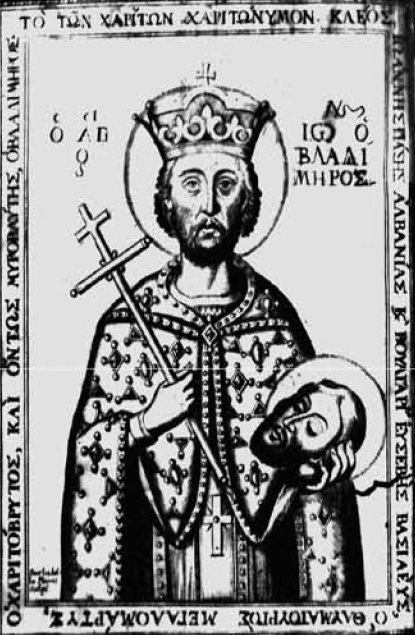
Gravură a primei ediții a acoluthiei grecești despre Sfântul Ioan Vladimir, pictată de Isabella Piccini (1690)

Într-o carte liturgică bulgară scrisă în 1211, Vladimir este inclus într-o listă de țari ai Primului Imperiu Bulgar: „Boris, . . . Samuil, Gavril Radomir, Vladimir și Vladislav, vechii țari bulgari, care au moștenit împărăția pământească și cea cerească, veșnică pomenire." Potrivit celei mai timpurii lucrări⁠(d) de istoriografie bulgară compusă în 1762 de Paisie de la Hilandar, Vladimir, numit de asemenea Vladislav, a fost un țar și sfânt bulgar. Tătăl său a fost boierul Aron⁠(d), fratele țarului Samuil. Soția și fratele lui l-au ucis din cauza vieții sale curate și credinței ortodoxe. Paisie i-a combinat pe Ivan Vladislav și Ioan Vladimir într-un singur personaj căruia i-a atribuit obârșia lui Vladislav și sfințenia lui Vladimir.
Un model important pentru iconografia Sfântului Ioan Vladimir este o gravură din ediția din 1690 a acolouthiei grecești. Este o lucrare a gravorului venețian Isabella Piccini. Ea l-a înfățișat pe sfânt cu mustață și o barbă scurtă, purtând mantie și o coroană pe care sunt gravați crini, purtând o cruce în mâna sa dreaptă și capul său tăiat în mâna stângă. O icoană portabilă din Mănăstirea Sfânta Ecaterina din peninsula Sinai, datată în jurul lui 1700, îl prezintă pe sfânt încălecând pe cal.
O icoană a sfinților Marina și Ioan Vladimir, datată în 1711, este parte a iconostasului Mănăstirii Sf. Naum⁠(d), aflată în apropierea Ohridei, în Macedonia de vest. Poziția icoanei pe iconostas indică faptul că Vladimir a fost o figură importantă de cinstire locală. În bisericile macedonene, a fost adesea înfățișat în compania sfinților Clement al Ohridei și Naum. Un număr de pictori din secolul 18 din Albania centrală și de sud l-au pictat pe sfânt în bisericile din regiune, mai ales în aria Moscopoleului. O icoană portabilă a sfântului a fost creată în 1739 la Mănăstirea Ardenica⁠(d) din Albania de sud-vest. Ea îl înfățișează așezat pe tron, înconjurat de doisprezece panouri ce prezintă scene din viața sa și minuni. Sfântul Ioan Vladimir este reprezentat pe frescele din trei mănăstiri din Muntele Athos: Hilandar, Zografu și Filoteu; și tei mănăstiri bulgare: Rila, Troian și Lozen.
Hristofor Zefarovici⁠(d), artist din Macedonia, a pictat frescele din biserica reconstruită a mănăstirii sârbești Bođani⁠(d) din regiunea Bácska (atunci parte a Regatului Ungariei) în 1737. Acolo, l-a înfățișat pe Ioan Vladimir într-un șir de șase sfinți sârbi, purtând o coroană și sceptru, îmbrăcat într-o tunică de lungime standard, patrafir și hlamidă. În același șir stă un alt sfânt sârb din Muntenegrul de azi, Ștefan Štiljanović⁠(d). Fresecele lui Žefarović din Bođani sunt considerate drept cea mai timpurie lucrare cu trăsături baroce din arta sârbă⁠(d). Žefarović a creat în 1742 la Viena o placă de cupru cu scene din viața și minunile sfântului. Același autor l-a inclus pe Vladimir între conducătorii și sfinții pe care i-a ilustrat în lucrarea Stematografia.
A litografie din ediția din 1858 a acolouthiei grecești îl înfățișează pe sfânt purtând o coroană cu o cunună dublă de crini, piciorul său drept stând pe sabie. El ține o cruce, un sceptru și o creangă de măslin în mâna sa dreaptă, pe când capul său retezat încoronat se află în mâna sa stângă. Poartă o mantie de hermină și un halat cu desene florale, împodobite cu pietre prețioase mari înconjurate de perle. Textul grec de sub ilustrație îl numește pe sfânt Ioan Vladimir, cucernicul împărat a toată Albania și Bulgaria, grațiosul făcător de minuni și mare mucenic și adevărat izvorâtor de mir. În hagiografia sa din Sinaxarul lui Nicodim Aghioritul, sfântul este menționat ca împărat al sârbilor (τῶν Σέρβων βασιλεύς).

### Legende
Mai multe legende despre Ioan Vladimir au fost consemnate în Macedonia de vest. Una spune că, după ce a fost decapitat, și-a dus capul la Mănăstirea Sf. Ioan din Bigor⁠(d). Pe un deal de deasupra satului Pesočani din comuna macedoneană Debarca⁠(d), se află o localitate numită Vladimirovo, ale cărei ruine pot fi parțial văzute. Localnicii pretindeau că Vladimir s-a născut acolo și și-a adus capul tăiat tot acolo. Biserica Sf. Atanasie de lângă Pesočani, acum în ruine, are reputația de a fi construită de Vladimir. Oamenii din regiune se adună acolo în fiecare an, în seara de dinaintea hramului. Ei pun lumânări pe rămășițele zidurilor bisericii și se roagă sfântului. Tradiția spune că Mănăstirea Sf. Naum are o clopotniță numită după sfânt, o parte din moaște fiind plasate la baza acesteia.
La marginea vestică a Macedoniei, care este acum parte a Albaniei, Ioan Vladimir a fost rememorat ca lider sfânt, tăiat de socrul său, un împărat, care a crezut niște calomnii, cum că el ar fi fost un afemeiat. Împăratul înfuriat, acompaniat de soldați, l-a găsit pe Vladimir pe o trecătoare numită Qafë Thanë⁠(d) (cunoscută de asemenea ca Derven), pe un drum între orașul macedonean Struga și Elbasan. Și-a lovit ginerele cu o sabie, dar nu l-a putut tăia. Numai când Vladimir i-a dat propria sa sabie, împăratul a fost capabil să-i taie capul. Vladimir și-a luat capul tăiat și s-a dus la locul viitoare biserici. Acolo se afla un stejar, sub care s-a culcat după ce copacul s-a închinat înaintea lui. Sfântul a fost înmormântat în biserica ridicată mai târziu în acel loc și dedicată lui.
Potrivit unei legende din hagiografia greacă, Ioan Vladimir a construit biserica lângă Elbasan. Locația acesteia, ascunsă într-o pădure densă, a fost aleasă de Dumnezeu, iar un vultur cu o cruce strălucitoare pe capul său i-a arătat lui Vladimir locul. După ce sfântul a fost decapitat, și-a dus capul la biserică și a fost înmormântat înăuntru. Un grup de franci au furat odată lădița cu moaștele făcătoare de minuni. Lădița s-a dovedit a fi foarte grea, rupând spatele bardourilor pe care francii îl duceau. În cele din urmă, l-au pus în râul Șkumbin, pentru a-l duce în mare, dar râul a făcut o inundație și lădița, radiind lumină, s-a întors înapoi prin apă spre biserică. Locuitorii din zonă au luat-o din apă și au întors-o la biserică, într-o procesiune festivă.
Un grup de hoți au furat, într-o vară, caii care aparțineau Mănăstirii Sf. Ioan Vladimir. Când au ajuns aproape de pârâul Kușa și voiau să treacă animalele furate de cealaltă parte, apa s-a arătat în fața lor ca un râu enorm. S-au depărtat de el în frică, dar când se uitau înapoi, vedeau pârâul mic. Cum se apropiau din nou, Kușa devenea iar mare și de netrecut. După câteva asemenea încercări de a trece pârâul, hoții au realizat că aceasta a fost o minune a sfântului, așa că au eliberat caii mănăstirii și au fugit cu oroare.
O posibilă legendă despre cneazul Vladimir a fost consemnată de Branislav Nušić în secolul al XIX-lea în orașul Korça, sud-estul Albaniei, aproape de Macedonia. S-a spus că ruinele de pe vârful dealului de deasupra Korçei sunt rămășițe ale curții unui rege latin (catolic), al cărui regat era vecin cu un stat al unui împărat ortodox. Regele a cerut mâna fetei împăratului, care a fost de acord ca ea să-i devină soție doar dacă acesta va construi o biserică ortodoxă. A făcut așa, iar ea s-a căsătorit cu el, dar în prima noapte de căsătorie l-a omorât. După, ea a devenit călugăriță, iar corpul regelui a fost luat undeva—el n-a fost înmormântat lângă curtea sa. Slavii macedoneni care locuiesc pe Insula Sfântul Achillius din Lacul Micul Prespa⁠(d) din Grecia vorbeau despre un împărat pe nume Mirče. El a locuit pe insula lor, unde a fost ucis de un văr într-un acces de gelozie, iar corpul său a fost luat prin Ohrida în Albania.